# Chris Hackett
Pour les articles homonymes, voir Hackett.
Christopher James Hackett, dit Chris Hackett (né le 1er mars 1983 à Oxford) est un footballeur anglais. Il joue au poste d'ailier pour le club de Barnet en prêt de  Northampton Town .

## Carrière en club
Formé à Oxford United, Chris Hackett rejoint Millwall en provenance du club écossais des Hearts au début de la saison 2006-2007, malgré l'intérêt exprimé du club de Carlisle United. Il fait ses débuts le 5 août 2006 lors d'un match opposant Millwall à Yeovil Town. 
Lors de la saison suivante, une grave blessure au genou le prive de jeu plusieurs mois, mais il prolonge son contrat de six mois durant le printemps 2008, justifiant sa décision par les nombreuses marques de sympathie exprimées par les dirigeants, les joueurs et les supporters du club. 
Au mois de septembre, il prolonge de deux années supplémentaires, se trouvant lié au club jusqu'en 2010.
Peu utilisé lors de la saison 2011-2012, il est prêté un mois à Exeter City.